# 陸上自衛隊第3師團
第3師團（日语：第3師団），設立於1962年1月18日，是日本陸上自衛隊中部方面隊下屬的師團，司令部設置於兵庫縣伊丹市的千僧駐屯地，主力構成為三個普通科聯隊（步兵團），屬於地域配備師團。主要職責為負責第3警備地區（近畿京都、大阪、兵庫、滋賀、奈良、和歌山）的防衛警備和救災派遣等任務。

## 历史

### 警察预备队时期 - 第3管区队
- 1950年12月29日：設立第3管区總監部。
- 1951年5月1日：第3管区隊編製完成，下轄第3管区總監部、總監部付中隊（伊丹駐屯地）、第7聯隊（水島駐屯地・福山駐屯地・舞鶴駐屯地）、第8聯隊（広駐屯地・海田市駐屯地・米子駐屯地）、第9聯隊（善通寺駐屯地・松山駐屯地）、第63聯隊（姫路駐屯地）、第3施設大隊、第3武器中隊、第3補給中隊（善通寺駐屯地）、第3衛生大隊、第3通信中隊、第3偵察中隊（舞鶴駐屯地）。

### 保安队时期 - 第3管区队
- 1954年1月10日：成立第3管區航空隊。

### 陸上自衛队时期 - 第3管区队
- 1954年7月1日：第7联队、第8联队、第9联队更名為第7普通科联队、第8普通科联队、第9普通科联队。第63队更名為第3特科联队。
- 1954年9月10日：組成第15普通科联队。第3管区航空隊更名為第3航空隊。
- 1954年9月30日：第9普通科联队移編第6管区队。
- 1954年10月5日：組成第3特車大队。
- 1957年2月1日：組成第10特科联队。
- 1958年6月26日：第10特科联队移編第10混成團。
- 1960年1月14日：中部方面隊成立，第3管區隊隸屬於中部方面隊。

1960年期间的主要编制
第7・第8・第15普通科联队、第3特科联队（砲兵團）、第3特車大隊（戰車營）

### 陸上自衛队時期 - 第3师团
- 1962年1月18日：第3师团设立，下轄师团司令部、师团司令部付隊、第7普通科联队、第36普通科联队、第37普通科联队、第3特科联队、第3戰車大隊、第3通信大隊、第3偵察隊、第3對戰車隊等，警備担当区域為京都府、大阪府、兵庫縣、滋賀縣、奈良縣、和歌山縣。第3飛行隊移編中部方面飛行隊。
- 1970年3月10日：改編為甲種師團。
  - 組建第45普通科联队。
  - 第3特科联队增編第4大隊、第5大隊、第12中隊。
  - 第3戰車大隊增編第4戰車中隊。
- 1975年8月1日：組建第3音樂隊。
- 1991年3月29日：因戰車北轉事業，解散第3戰車大隊第4戰車中隊。
- 1992年3月27日：師團近代化改編。
  - 下屬普通科联队摩托化改編。
  - 第3武器隊、第3補給隊、第3輸送隊、第3衛生隊整編為第3後方支援联队。
  - 第3高射特科大隊改為師團直轄。
  - 新編電子偵察小隊、化學防護小隊。
- 1994年3月28日：改編為乙種師團。
  - 解散第45普通科联队、第3對戰車隊、第3特科聯隊第4大隊。
  - 第7、第36、第37普通科联队增編對戰車中隊。
  - 中部方面飛行隊第3飛行隊編入。
- 1995年1月：參加阪神大地震救災行動。
- 2005年4月：參加福知山線線列車出軌事件救災行動。
- 2006年3月27日：即應現代化改編。
  - 第7、第36、第37普通科联队對戰車中隊改編為第5普通科中隊。
  - 解散第3戰車大隊第3戰車中隊。
  - 第3特科聯隊縮編為第3特科隊。
  - 第3後方支援聯隊武器大隊改編為第1整備大隊和第2整備大隊。
  - 新设第3化学防护队。
- 2010年3月28日：第3化学防护队改编为第3特殊武器防护队。
- 2023年3月：地域配備师团改編，預計將第3戰車大隊和第3偵察隊整編為第3偵察戰鬥大隊。

## 組織架構
- 千僧駐屯地（兵库县伊丹市）
  - 第3师团司令部及师部附属队
  - 第3後方支援联队（日语：第3後方支援連隊）
  - 第3通信大隊（日语：第3通信大隊）
  - 第3偵察隊（日语：第3偵察隊）
  - 第3特殊武器防護隊
  - 第3音乐隊
- 福知山駐屯地（京都府福知山市）
  - 第7普通科联队（日语：第7普通科連隊）
- 伊丹駐屯地（兵库县伊丹市）
  - 第36普通科联队（日语：第36普通科連隊）
- 信太山駐屯地（大阪府和泉市）
  - 第37普通科联队（日语：第37普通科連隊）
- 姫路駐屯地（兵库县姫路市）
  - 第3特科隊（日语：第3特科隊）
  - 第3高射特科大隊（日语：第3高射特科大隊）
- 今津駐屯地（滋贺县高島市）
  - 第3戰車大隊（日语：第3戦車大隊）
- 大久保駐屯地（京都府宇治市）
  - 第3设施大隊（日语：第3施設大隊）
- 八尾駐屯地（大阪府八尾市八尾機場）
  - 第3飛行隊（日语：第3飛行隊 (陸上自衛隊)）

第3戰車大隊位於高島市，戰車營级部队擁有兩個中隊（戰車連）的74式戰車；第7普通科联队（步兵團）位於福知山市；第3特科隊位於姬路市，砲兵隊擁有四個特科中隊的155釐米FH-70野戰炮。第3偵察隊位於伊丹市，裝備87式偵察裝甲車。第3高射特科大隊位於姬路市，防空營配備81式及93式近距離地對空導彈。第3設施大隊位於宇治市，为工兵營。

## 外部連結
- 第3師團首頁 （页面存档备份，存于） (Japanese)